# Văn hóa cao bồi
Văn hóa cao bồi hay lối sống miền Viễn Tây là tất cả phong cách sống hoặc hành vi là kết quả của sự ảnh hưởng (thường là lãng mạn hóa) từ những quan điểm, đạo lý và lịch sử những gã hay nàng cao bồi miền Tây nước Mỹ. Ngày nay những ảnh hưởng này có tác động đến khía cạnh lựa chọn của người dân về giải trí, tiêu khiển, trang phục và tiêu thụ sản phẩm hàng hóa. Ở thời điểm hiện tại thì văn hóa cao bồi được xem như tiểu văn hóa cũng như bao gồm cả những ảnh hưởng mạnh mẽ từ nền văn hóa của thổ dân châu Mỹ và người Mỹ gốc Mê-hi-cô.

## Nguồn gốc

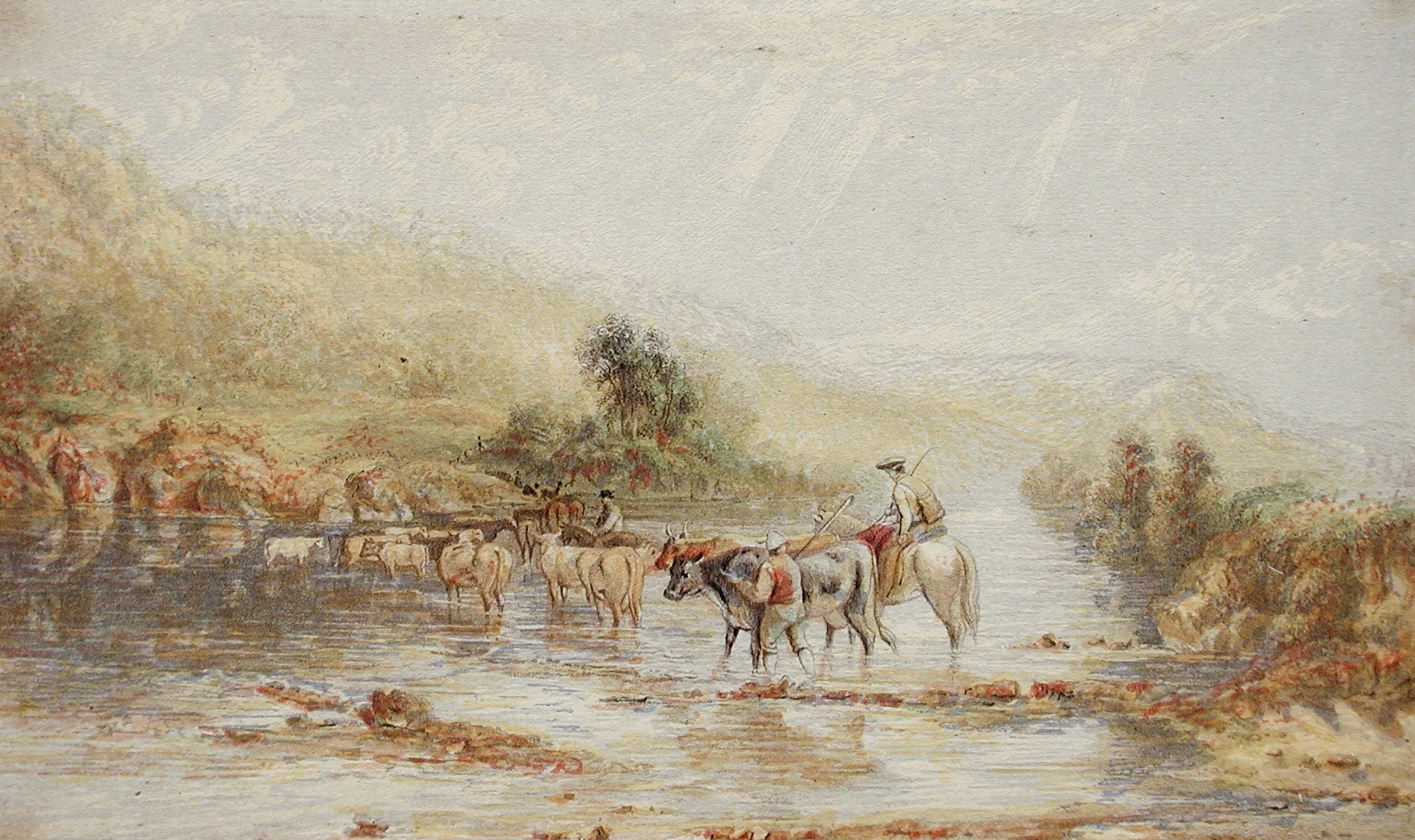
Welsh Drovers

## Đài phát thanh, phim và truyền hình

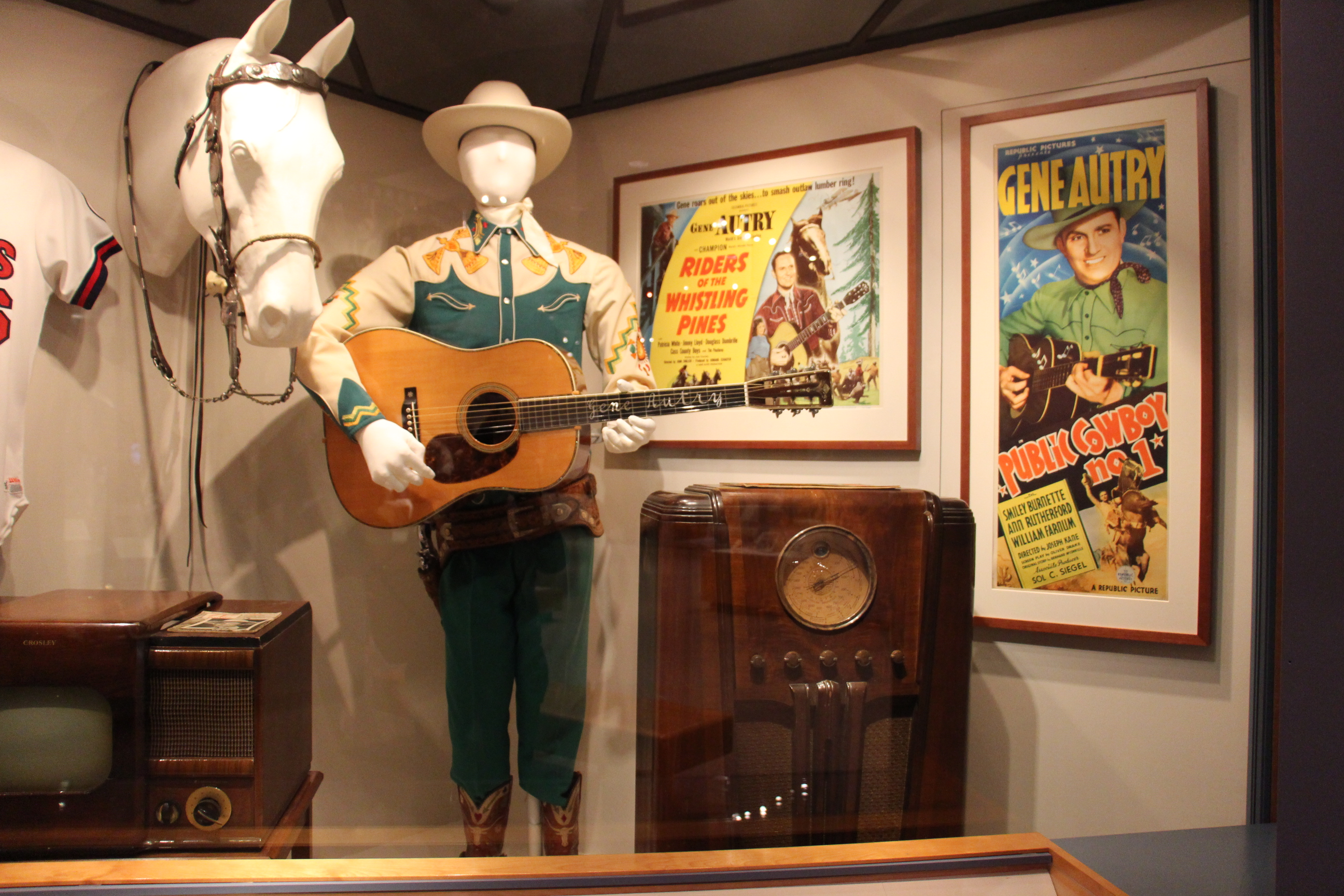
Trưng bày các kỷ vật của Gene Autry

## Những nhân vật đáng chú ý

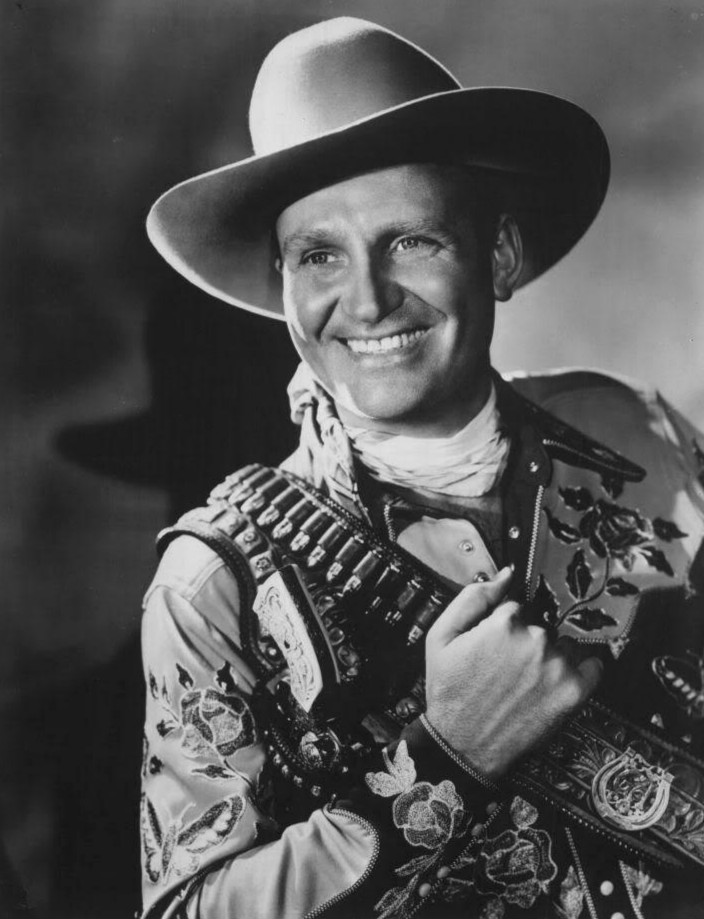
Gene Autry
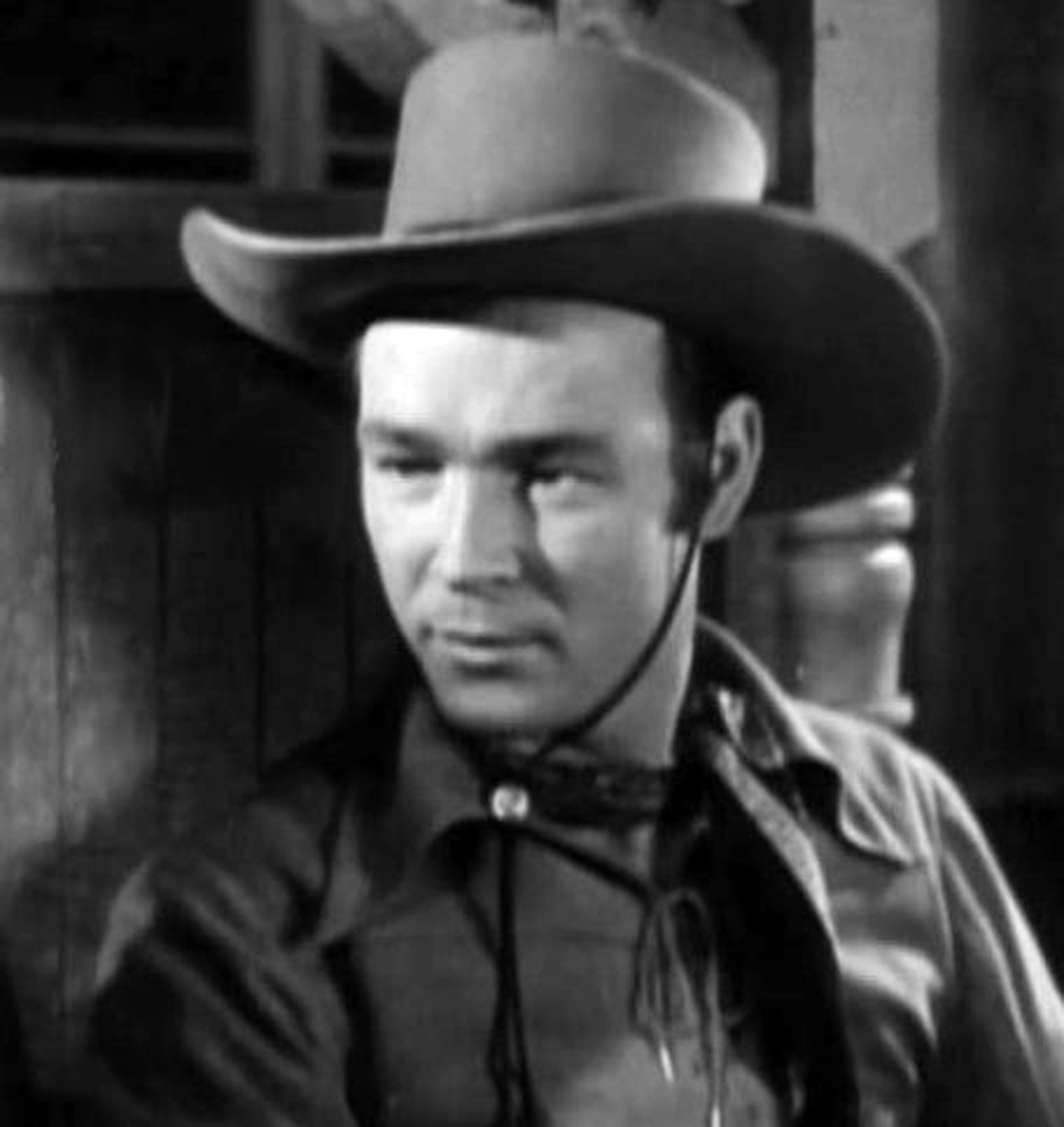
Roy Rogers
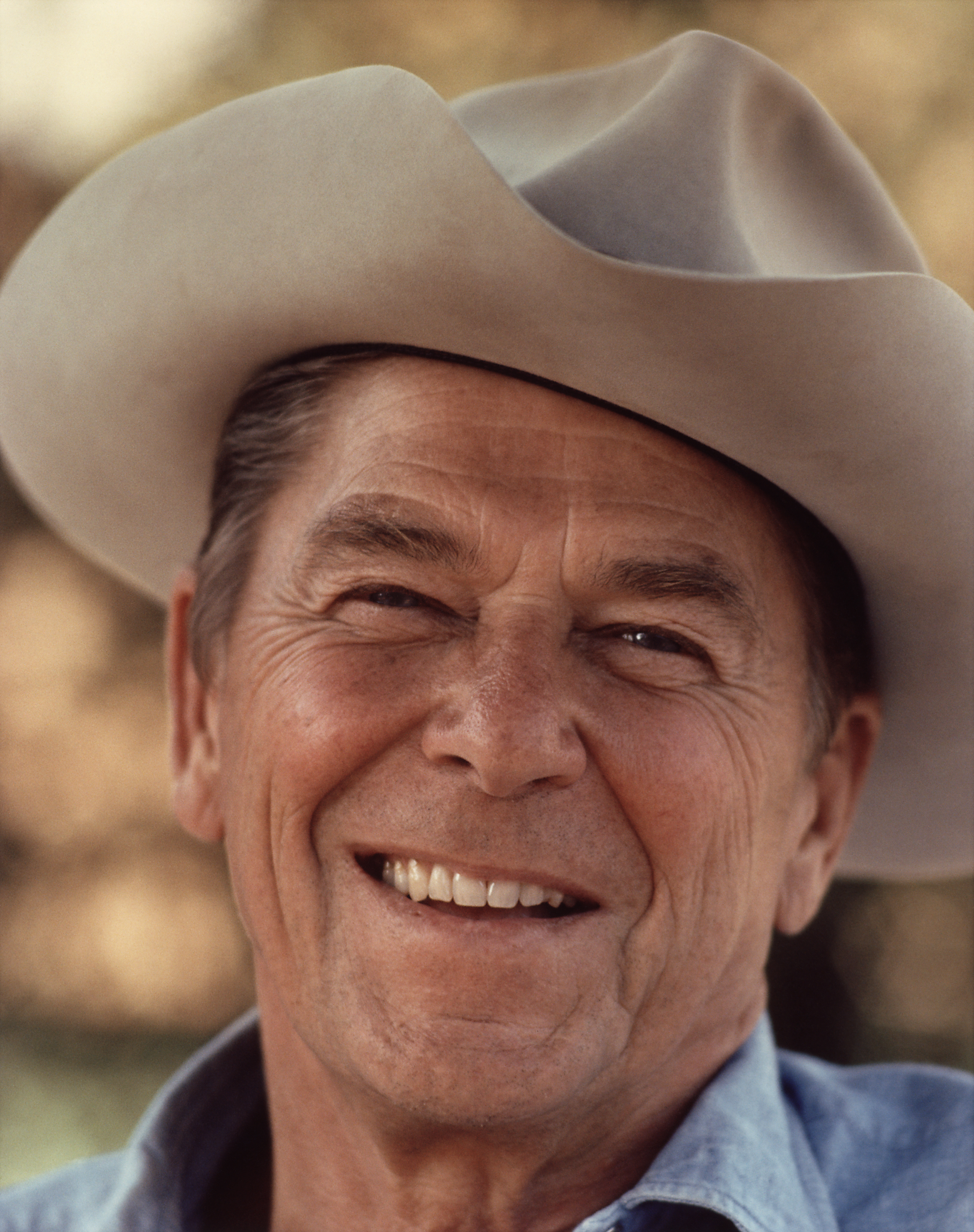
Ronald Reagan
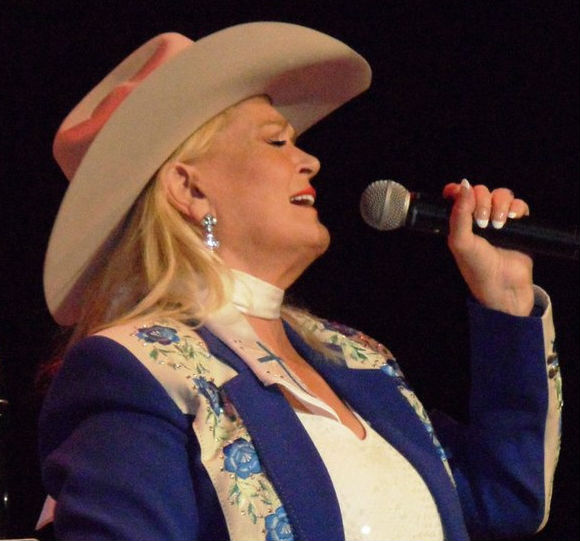
Lynn Anderson
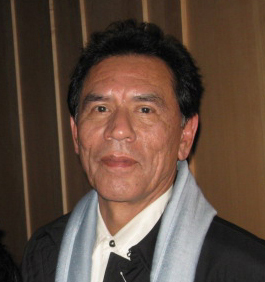
Wes Studi